# Jean Béliveau Trophy
Jean Béliveau Trophy je hokejová trofej udělovaná každoročně nejproduktivnějšímu hokejistovi juniorské ligy Quebec Major Junior Hockey League. Trofej je pojmenována po bývalém hokejistovi NHL Jeanu Béliveauovi.

## Držitelé Jean Béliveau Trophy
| Sezóna  | Jméno                | Tým                                        | Body |
| ------- | -------------------- | ------------------------------------------ | ---- |
| 2013/14 | Anthony Mantha       | Val-d'Or Foreurs                           | 120  |
| 2012/13 | Ben Duffy            | P.E.I. Rocket                              | 110  |
| 2011–12 | Yanni Gourde         | Victoriaville Tigres                       | 124  |
| 2010–11 | Philip-Michael Devos | Gatineau Olympiques / Victoriaville Tigres | 114  |
| 2009–10 | Sean Couturier       | Drummondville Voltigeurs                   | 96   |
| 2008–09 | Yannick Riendeau     | Drummondville Voltigeurs                   | 126  |
| 2007–08 | Mathieu Perreault    | Acadie-Bathurst Titan                      | 114  |
| 2006–07 | François Bouchard    | Baie-Comeau Drakkar                        | 125  |
| 2005–06 | Alexandr Radulov     | Québec Remparts                            | 152  |
| 2004–05 | Sidney Crosby        | Rimouski Océanic                           | 168  |
| 2003–04 | Sidney Crosby        | Rimouski Océanic                           | 135  |
| 2002–03 | Joël Perrault        | Baie-Comeau Drakkar                        | 116  |
| 2001–02 | Pierre-Marc Bouchard | Chicoutimi Saguenéens                      | 140  |
| 2000–01 | Simon Gamache        | Val-d'Or Foreurs                           | 184  |
| 1999–00 | Brad Richards        | Rimouski Océanic                           | 186  |
| 1998–99 | Mike Ribeiro         | Rouyn-Noranda Huskies                      | 167  |
| 1997–98 | Ramzi Abid           | Chicoutimi Saguenéens                      | 135  |
| 1996–97 | Pavel Rosa           | Hull Olympiques                            | 152  |
| 1995–96 | Daniel Brière        | Drummondville Voltigeurs                   | 163  |
| 1994–95 | Patrick Carrigan     | Shawinigan Cataractes                      | 137  |
| 1993–94 | Yanick Dubé          | Laval Titan                                | 141  |
| 1992–93 | René Corbet          | Drummondville Voltigeurs                   | 148  |
| 1991–92 | Patrick Poulin       | Saint-Hyacinthe Laser                      | 138  |
| 1990–91 | Yanic Perreault      | Trois-Rivières Draveurs                    | 185  |
| 1989–90 | Patrick Lebeau       | Victoriaville Tigres                       | 174  |
| 1988–89 | Stéphane Morin       | Chicoutimi Saguenéens                      | 186  |
| 1987–88 | Patrice Lefebvre     | Shawinigan Cataractes                      | 200  |
| 1986–87 | Marc Fortier         | Chicoutimi Saguenéens                      | 201  |
| 1985–86 | Guy Rouleau          | Longueuil Chevaliers                       | 191  |
| 1984–85 | Guy Rouleau          | Longueuil Chevaliers                       | 163  |
| 1983–84 | Mario Lemieux        | Laval Voisins                              | 282  |
| 1982–83 | Pat LaFontaine       | Verdun Juniors                             | 234  |
| 1981–82 | Claude Verret        | Trois-Rivières Draveurs                    | 162  |
| 1980–81 | Dale Hawerchuk       | Cornwall Royals                            | 183  |
| 1979–80 | Jean-François Sauvé  | Trois-Rivières Draveurs                    | 187  |
| 1978–79 | Jean-François Sauvé  | Trois-Rivières Draveurs                    | 176  |
| 1977–78 | Ron Carter           | Sherbrooke Castors                         | 174  |
| 1976–77 | Jean Savard          | Québec Remparts                            | 180  |
| 1975–76 | Sylvain Locas        | Chicoutimi Saguenéens                      | 160  |
| 1975–76 | Richard Dalpé        | Trois-Rivières Draveurs                    | 160  |
| 1974–75 | Normand Dupont       | Montreal Bleu Blanc Rouge                  | 158  |
| 1973–74 | Pierre Larouche      | Sorel Éperviers                            | 251  |
| 1972–73 | André Savard         | Québec Remparts                            | 151  |
| 1971–72 | Jacques Richard      | Québec Remparts                            | 160  |
| 1970–71 | Guy Lafleur          | Québec Remparts                            | 209  |
| 1969–70 | Luc Simard           | Trois-Rivières Ducs                        | 174  |